# Jenna Wade
Jenna Krebbs (született Wade; korábban Marchetta) a Dallas egyik szereplője, Priscilla Presley játszotta 1983-tól 1988-ig. A sorozat elején, 1978-ban Morgan Fairchild, 1980-ban pedig Francine Tacker alakította.

## Háttér
Jenna volt Bobby Ewing első igazi szerelme. Jenna apja, Lucas Wade, olajmágnás volt, és társult Jock Ewing-al. Jenna az apja farmján élt, amely 5 mérföldre feküdt Southfork-tól. Amikor gyerekek voltak, Bobbyval sokat lovagoltak és játszottak együtt. Ebből a barátságból később szerelem fejlődött ki. Később Bobby eljegyezte őt, de Jenna elmenekült Olaszországba, és összeházasodott Renaldo Marchetta-val. Bobby ezután találkozott Pamelával, akivel aztán összeházasodtak. Jennának később született egy lánya, Charlotte (becenevén "Charlie").

## Történet
Jenna (akit ekkor Morgan Fairchild alakított) újra megjelent Bobby életében 1978-ban, és egyszer-kétszer megcsókolta őt. Aztán bemutatta Bobbynak a lányát, Charlie-t, és Bobby azt gondolta, hogy valószínűleg ő az apja, de Jenna letagadta ezt, amikor Pamela rákérdezett nála. 1980-ban Jenna visszatért Dallasba (itt Francine Tacker játszotta), és Bobbyval egy kis időre újra összejöttek, amíg Pamela Párizsban volt. Aztán Jenna ismét eltűnt. Miután Bobby és Pamela 1983-ban elváltak, Jenna (akit ekkortól kezdve véglegesen Priscilla Beaulieu Presley alakított) visszaköltözött Dallasba, és Bobbyval egy bárban találkoztak. Bobby testvére, Jockey mindig is kedvelte Jennát, és mindig is azt akarta, hogy ő legyen Bobby felesége. 1984-ben ismét felmerült a dolog, hogy ki is valójában Charlie apja, és Jenna bevallotta Bobbynak, hogy Renaldo Marchetta Charlie apja. Mindazonáltal, Jenna és Bobby eljegyezték egymást 1984-ben, de Jenna ismét elhagyta Bobby-t és újra a férjhez ment Marchetta-hoz, ezúttal akarata ellenére, mivel Naldo elrabolta Charlie-t, és mindketten veszélyben voltak. Később Jennát és Naldo-t megtalálták Laredo-ban egy motelban, Marchetta halott volt, és Jenna kezében volt a fegyver, úgy ébredt fel. Jenna börtönbe került, de aztán kiderült az ártatlansága, és Bobby ismét eljegyezte őt. Bobby végül szakított vele, és ismét feleségül vette Pamelát.
Az álomévadban, Jenna és Bobby unokatestvére, Jack között volt egy kisebb kapcsolat, de aztán félbeszakadt, mert Jenna az ideg-összeroppanás szélén állt Bobby halála miatt. Később Jenna orvoshoz fordult, és végül sikerült túltennie magát Bobby halálán, és kibékült Pamelával.
1986-ban Jenna terhes lett Bobbytól, de ennek ellenére Bobby ismét Pamelát vette feleségül. Jenna úgy döntött, hogy nem mondja meg neki, de végül az esküvő napján kiderült. Pamela ennek ellenére hozzáment Bobbyhoz. 1987-ben megszületett a gyermeke, akit Lucas-nak nevezett el az édesapja után. Jenna ezek után feleségül ment Bobby féltestvéréhez, Ray Krebbs-hez. Ray örökbefogadta Lucas-t, aki aztán a Krebbs családnevet viselte, annak ellenére, hogy Bobby volt az édesapja. A következő évben egyre több probléma adódott Jenna tizenéves lányával, Charlie-val, így Jenna elkísérte Charlie-t Svájcba, hogy beírassa egy bentlakásos iskolába. Miután visszatért Dallasba, ő és Ray úgy döntöttek, hogy ők is Svájcba költöznek, Lucassal együtt, hogy így végre boldog család lehessenek, távol a Ewingok-tól, ahol csak a Krebbs családot ismerik.

## Dallas (2012, televíziós sorozat)
2012-ben amikor a Ray részt vett az unokaöccse, Christopher esküvőjén, egyáltalán nem említette sem Jenna-t, sem Charliet, sem pedig Bobby fiát, Lucas-t, viszont azt tudjuk, hogy ők mindannyian Ray-el együtt most is Svájcban élnek boldogan.

## Fordítás
- Ez a szócikk részben vagy egészben  a   Jenna Wade című angol Wikipédia-szócikk fordításán alapul.  Az eredeti cikk szerkesztőit annak laptörténete sorolja fel. Ez a jelzés csupán a megfogalmazás eredetét és a szerzői jogokat jelzi, nem szolgál a cikkben szereplő információk forrásmegjelöléseként.